# Aphidius setiger
Aphidius setiger är en stekelart som först beskrevs av Mackauer 1961.  Aphidius setiger ingår i släktet Aphidius och familjen bracksteklar. Arten är reproducerande i Sverige. Inga underarter finns listade i Catalogue of Life.